# مبارک النبی
مبارک فرج النبی (زاده ۳۰ دسامبر ۱۹۷۷) دونده‌ای بازنشسته از قطر در رشته دو ۴۰۰ متر با مانع می‌باشد.